# Stiby, Sölvesborgs kommun
Stiby var före 2015 en av SCB avgränsad och namnsatt småort i Mjällby socken Sölvesborgs kommun i Blekinge län. Småorten upphörde 2015 när området växte samman med bebyggelsen i Hällevik. Orten är belägen strax nordväst om Hällevik.